# Ganimet Simixhiu Vendresha
Ganimet Simixhiu Vendresha (ur. 19 września 1934 w Tiranie, zm. 28 września 2022 tamże) – albańska tancerka baletowa.

## Życiorys
W 1949 r. ukończyła liceum artystyczne Jordan Misja w Tiranie, w klasie fortepianu, a następnie rozpoczęła pracę w Zespole Pieśni i Tańca przy Filharmonii Albańskiej. 1 maja 1950 roku zadebiutowała jako solistka, tańcząc na scenie Filharmonii, w okolicznościowym koncercie. W listopadzie 1950 wyjechała na studia do Moskwy, gdzie kształciła się w szkole tańca klasycznego przy Teatrze Bolszoj.
Razem z zespołem Bolszoj występowała na tournée w dziewięciu republikach b. ZSRR. Dyplom obroniła w 1956, tańcząc rolę Marii Potockiej w balecie Fontanna Bachczysaraju. Rolę tę przygotowała pod kierunkiem baleriny Galiny Ułanowej.
Do Tirany Vendresha powróciła w sierpniu 1956 i została zaangażowana jako solistka do Teatru Opery i Baletu. Do 1981 była pierwszą solistką tej sceny, tańcząc we wszystkich premierach przygotowanych przez zespół Teatru. W 1963 wystąpiła w roli Hajriji w pierwszym balecie skomponowanym w Albanii - Halil i Hajrija. W swoim dorobku ma ponad 140 ról w spektaklach baletowych. W 1979 wystąpiła w Teatrze Narodowym w Prisztinie, we wspólnym przedsięwzięciu artystów z Albanii i Kosowa.
Była jednym z założycieli Szkoły Choreograficznej w Tiranie (status liceum artystycznego), założonej w 1957, była też jednym z pierwszych pedagogów, pracujących w tej placówce. Za swoją działalność artystyczną otrzymała od władz Albanii tytuł Zasłużonego Artysty (alb. Artist i Merituar).
Była mężatką (mąż Xhemil Simixhiu był tancerzem).